# Claude Albert Mayer
Claude Albert Mayer (* 16. November 1918 in Mainz; † 21. Mai 1998 in Wisbech St Mary bei Wisbech) war ein britischer Romanist deutscher Herkunft.

## Leben und Werk
Klaus Mayer ging in Mainz auf das Humanistische Gymnasium, wechselte mit seinen Eltern aus dem nationalsozialistischen Deutschland nach Paris in das Lycée Janson de Sailly (1933–1936), wo er den Vornamen Claude-Albert annahm, und floh weiter nach England (Lycée français in London, Abitur 1938). Dort leistete er Kriegsdienst in der britischen Armee und erhielt 1946 die britische Staatsangehörigkeit. Nach dem Krieg studierte er an der Universität London und promovierte 1949  mit der Arbeit Satire in French Literature from 1525 to 1560 with particular reference to sources and technique. Danach lehrte er an den Universitäten Hull, Southampton und Bedford College in London (1959–1965). Er besetzte von 1965 bis 1978 als Nachfolger von Frank Thomas Herbert Fletcher den James Barrow Chair of French an der Universität Liverpool (Nachfolger: Peter Thomas Ricketts). 1970 wurde er Vorsitzender der Society for French Studies. Seine Forschung stand ein Leben lang im Zeichen von Clément Marot und der französischen Renaissance.
C.A. Mayer war Ehrendoktor der Universität Montpellier.

## Werke
- Bibliographie des oeuvres de Clément Marot.  I, Manuscrits. II, Editions, 2 Bde., Genf 1954
- (Hrsg.) Clément Marot, Œuvres complètes, 1. Les epîtres (1958) 2. Oeuvres satiriques (1962) 3. Oeuvres lyriques (1964) 4. Oeuvres diverses (1966) 5. Epigrammes (1970) 6 Les traductions (1980), 6 Bde., London 1958-1970-Genf 1980,   Genf/Paris 1999
- La religion de Marot, Genf 1960, Paris 1973
- Clément Marot, Paris, Seghers, 1964, 1969 (Ecrivains d'hier et d'aujourd'hui 16)
- Clément Marot, Paris, Nizet, 1972
- Bibliographie des éditions de Clément Marot publiées au XVIe siècle, Paris 1975
- (Hrsg.) Clément Marot, L'enfer; Les coq-à-l'âne; Les élégies, Paris 1977
- Lucien de Samosate et la Renaissance française, Genf 1984
- (mit Dana Bentley-Cranch) Florimond Robertet (?–1527), homme d'État français, Paris 1994